# Københavns Rådhus (1728-1795)
 For alternative betydninger, se Københavns Rådhus (flertydig). (Se også artikler, som begynder med Københavns Rådhus)
Københavns fjerde rådhus blev opført i 1728 mellem Gammeltorv og Nytorv på fundamentet fra dets forgænger, der var gået til under Københavns brand tidligere samme år. I 1795 blev det selv offer for endnu en bybrand og blev senere erstattet af et kombineret råd- og domhus ved Nytorv, der stod færdig i 1815.
Omridset af det tredje og fjerde rådhus er i dag markeret med en mindre forhøjning og en mindetavle på Nytorv.

## Historie
Rådhuset blev opført af Johan Conrad Ernst og Johan Cornelius Krieger og stod færdig allerede samme år. Den syv fag brede bygning bestod af to etager, kælder og mansardtag med tagrytter og spir. Facaden var dekoreret med statuer, søjler og en buste af kong Christian 6. over det kongelige våbenskjold. Bagsiden havde færre dekorationer men havde også det kongelige våbenskjold opsat sammen med Københavns byvåben på begge sider. Bagsiden havde desuden et åbent galleri i stil med det på det gamle rådhus.
Rådhuset blev benyttet af byrådet og husede også byens administration, brandvæsen og vægtere. Rådhuset fungerede desuden som fængsel, ligesom det gjorde fra i hvert fald 1619. Der var celler både i kælderen, i stueetagen og på første sal.
Kælderen husede også et værtshus, der serverede både vin og udenlandsk øl. Københavns Magistrat havde ret til at drive Rådhuskælderen, som stedet blev kaldt, en tradition der kan spores tilbage til i hvert fald Christoffer af Bayerns stadsret af 14. oktober 1443.